# Stadio dell'Università Re Sa'ud
Lo stadio dell'Università Re Sa'ud (in arabo ملعب جامعة الملك سعود‎?; in inglese King Saud University Stadium), conosciuto anche come Al-Awwal Park (in arabo الأول بارك‎?) per ragioni di sponsorizzazione, è uno stadio di calcio situato a Riad, in Arabia Saudita. Ospita le partite interne dell'Al-Nassr. 
Coperto da una struttura metallica, lo stadio può apparire dorato o marrone a seconda della luce solare. Solo il lato ovest differisce dall'edificio principale per un diverso rivestimento esterno. 
Il nome dell'impianto deriva da quello dell'ateneo della città, fondato nel 1957, che comprende lo stadio e altri campi sportivi adiacenti all'interno del proprio campus.

## Storia

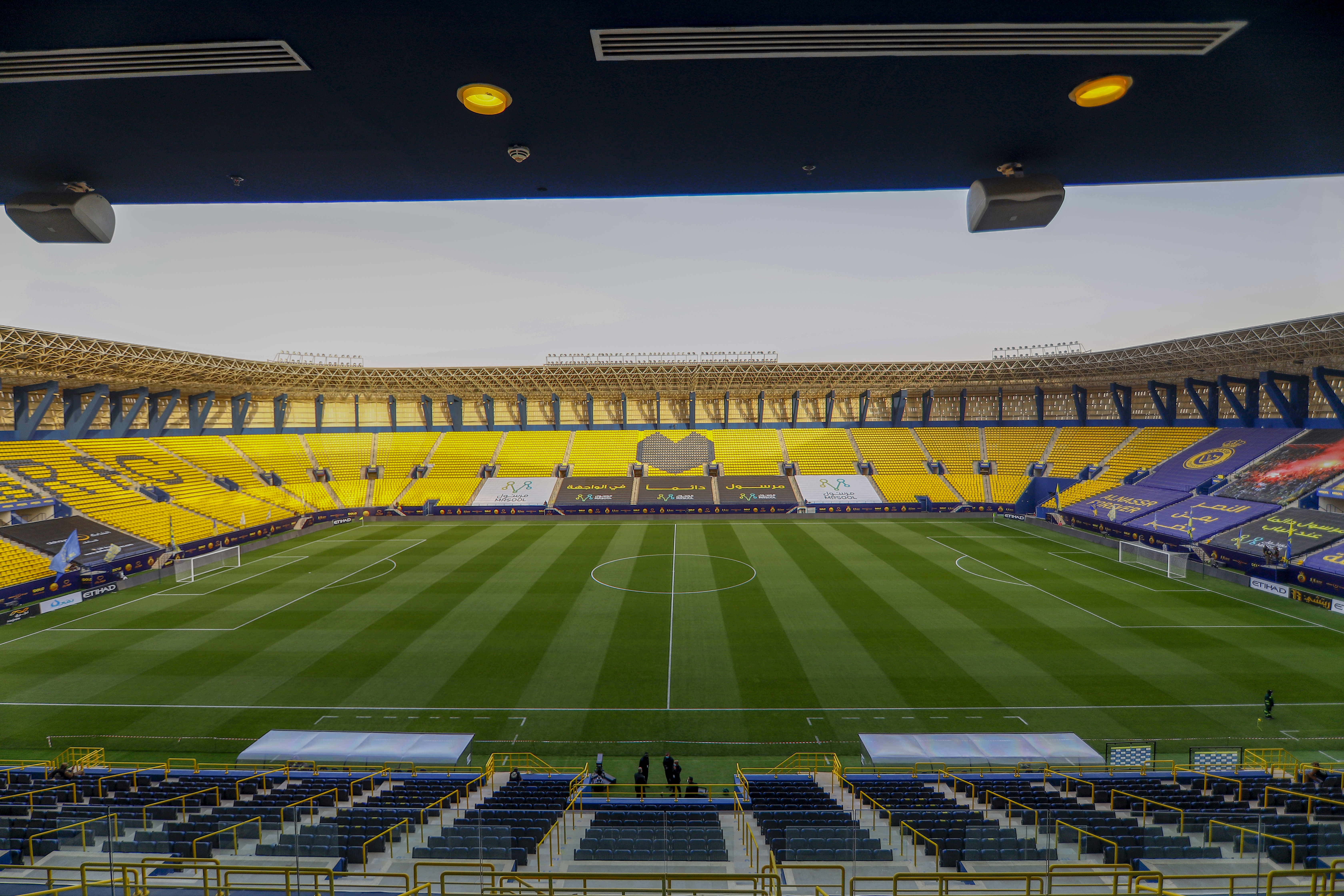
Panoramica dall'interno.

La costruzione del campus dell'Università Re Sa'ud nella parte occidentale di Riad è iniziata nella primavera del 2011 e prevedeva il completamento entro 24 mesi. Sebbene lo stadio fosse strutturalmente pronto nel 2014, l'apertura non avvenne prima del maggio 2015.
Tutti i lavori di progettazione e costruzione furono appannaggio di Hashem Contracting Company, che consegnò lo stadio edificato secondo le specifiche (e le norme FIFA per le partite internazionali) impiegando un budget di 215 milioni di rial (57 milioni di dollari). 
Il 22 dicembre 2019 l'impianto ha ospitato la partita di Supercoppa italiana tra Juventus e Lazio, vinta dai biancocelesti con il risultato di 3-1.
Nel 2021 lo stadio ha ospitato la Maradona Cup, un'amichevole tra Boca Juniors e Barcellona per onorare la memoria di Diego Armando Maradona, scomparso l'anno precedente.
Dal 18 al 22 gennaio 2024 lo stadio ha ospitato la Supercoppa italiana con la nuova formula della final four. L'impianto ha ospitato anche l'edizione successiva, dal 2 al 6 gennaio 2025.

## Struttura dello stadio

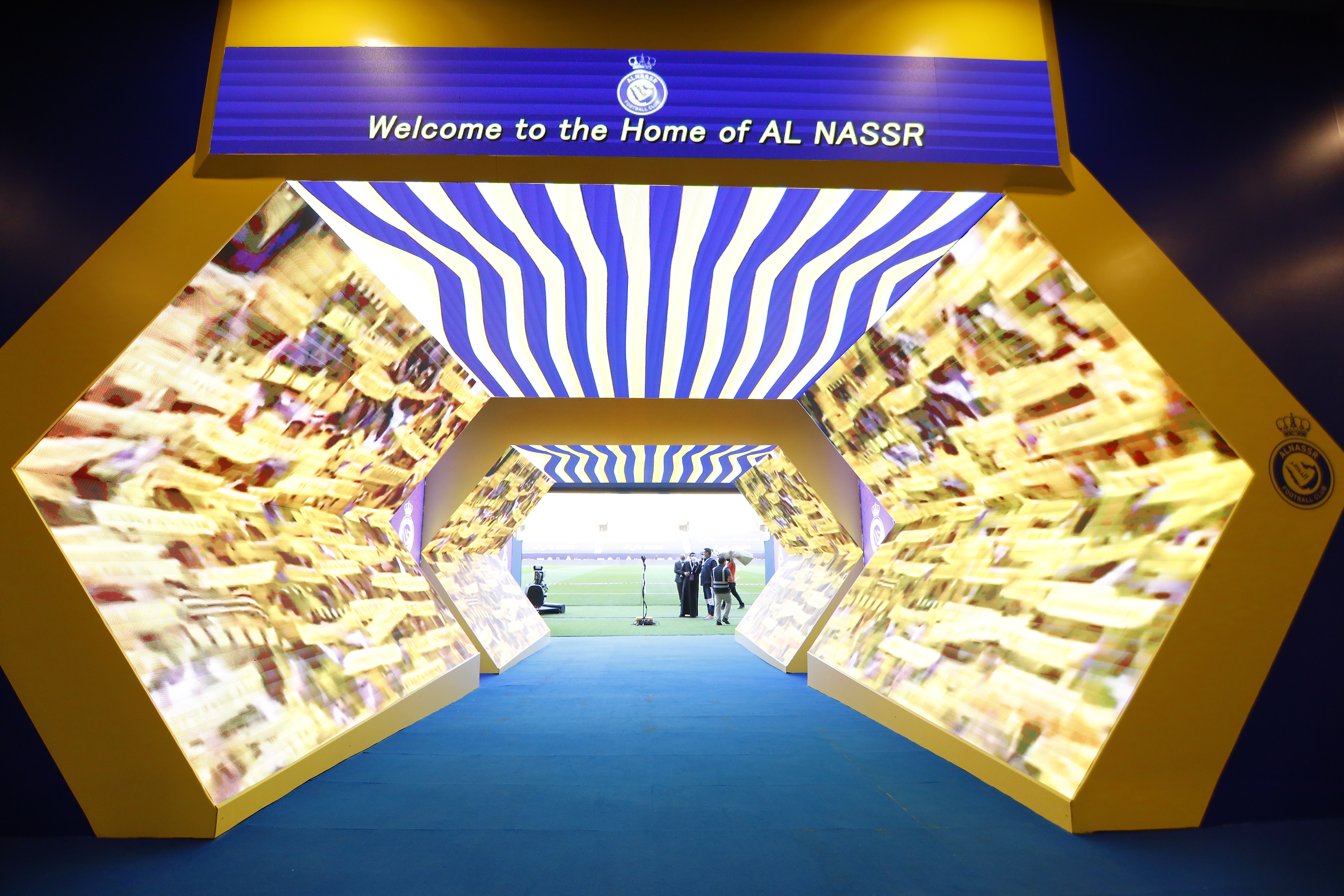
Tunnel che porta al campo da gioco

Lo stadio dell'Università Re Sa'ud ha una capienza di 26 100 spettatori e comprende: 
- 88 posti VIP;
- 2 000 posti business;
- 42 posti di Tribuna stampa;
- 76 posti riservati alle persone con disabilità.